# Gunnar Holmberg (läkare)
Carl Gunnar Holmberg, född 21 februari 1919 i Åker, död 9 oktober 2004 i Danderyd, var en svensk psykiater.
Holmberg blev medicine doktor och docent i psykiatri vid Karolinska institutet 1955 och var biträdande överläkare vid psykiatriska kliniken på Södersjukhuset 1956–1959. Han genomgick specialistutbildning i psykiatri på Karolinska sjukhuset, studerade i England och bedrev forskning i Ann Arbor, Michigan, 1959–1960. Han var klinikchef vid psykiatriska kliniken på Danderyds sjukhus 1960–1984, blockchef, specialistsakkunnig i psykiatri, prefekt för läkarutbildningen där 1968–1984 och tilldelades professors namn 1980. 
Holmberg var svensk delegat i International Committee for Prevention and Treatment of Depression (PTD) 1976–91. Han bedrev forskning och författade skrifter rörande behandlingsmetoder, bland annat ECT och psykofarmaka. Holmberg gifte sig 1945 med Erna Broman (1920–2015), dotter till Ivar Broman och Dagmar Berlin (1880–1973).
Gunnar Holmberg är gravsatt i minneslunden på Danderyds kyrkogård.